# Crítiques a l'evolució
Les crítiques a l'evolució han estat fetes des que les primeres idees evolutives adquiriren prominència a voltants del principi del segle xix. Les crítiques es guanyaren immensos públics populars, i quan Charles Darwin publicà la seva obra del 1859 L'origen de les espècies, gradualment convencé la majoria de la comunitat científica que l'evolució era una hipòtesi vàlida i provada empíricament. A les dècades del 1930 i del 1940, els científics crearen la síntesi evolutiva moderna, que combina la teoria darwiniana de la selecció natural amb la genètica de poblacions. Des d'aquest període, l'existència dels processos evolutius i la capacitat de la síntesi evolutiva moderna d'explicar com i per què tenen lloc aquests processos, ha estat indiscutible entre els biolegs.
Després de la creació de la síntesi moderna, gairebé totes les crítiques a l'evolució han vingut de grups religiosos, i no de la comunitat científica. Tanmateix, la majoria de cristians creuen en Déu com a Creador, acceptant l'evolució científica com un procés natural. Una minoria de cristians rebutjaren l'evolució des del principi com a "heretgia", però la majoria intentaren reconciliar l'evolució científica amb les descripcions bíbliques de la Creació. L'islam accepta l'evolució natural de les plantes i els animals, però l'origen de l'home és discutit i no hi ha cap consens.
En contrast amb objeccions anteriors a l'evolució, que eren o bé estrictament científiques o bé explícitament religiose, algunes objeccions recents a l'evolució han intentat difuminar aquesta distinció. En particular, moviments com ara el creacionisme científic i el disseny intel·ligent ataquen la base empírica de la ciència, i argumenten que existeixen proves més contundents del disseny de la vida per part d'un ésser intel·ligent no especificat, o la descripció bíblica de la Creació. Molts dels arguments contra l'evolució inclouen crítiques fetes a les proves de l'evolució, així com la metodologia, plausibilitat, moralitat i acceptació científica de la biologia evolutiva. Tanmateix, la comunitat científica no dona cap mena de validesa a aquestes objeccions, citant malentesos en el concepte d'una teoria científica, l'aclaparador consens científic quant a les bases de l'evolució, i el poc coneixement dels detractors de lleis bàsiques de la física.